# Sebastiano Gastaldi
Sebastiano Gastaldi (ur. 12 czerwca 1991 w Piove di Sacco) – argentyński narciarz alpejski pochodzenia włoskiego, kilkukrotny uczestnik mistrzostw świata i igrzysk olimpijskich.

## Życie prywatne
Urodził się we Włoszech, jego rodzice pochodzą z Włoch i Argentyny. Ma starszą siostrę Nicol, która także uprawia narciarstwo alpejskie.

## Kariera
Jego pierwszym występem na arenie międzynarodowej były rozegrane 5 sierpnia 2006 roku w Chapelco zawody FIS, na których zajął 42. miejsce w slalomie gigancie. W tym samym roku rozpoczął także starty w Pucharze Ameryki Południowej i mistrzostwach Argentyny.
W 2010 roku wystąpił na mistrzostwach świata juniorów w regionie Mont Blanc, na których nie ukończył drugiego przejazdu dwóch konkurencji w jakich startował, czyli slalomu i slalomu giganta. W 2011 roku wystartował zarówno w mistrzostwach świata juniorów w Crans-Montanie, jak i w mistrzostwach świata w Garmisch-Partenkirchen. Na tym pierwszym wydarzeniu nie ukończył początkowego przejazdu slalomu, zaś w slalomie gigancie zajął 46. miejsce, z kolei na tym drugim nie ukończył początkowego przejazdu obu tych konkurencji. W tym samym roku, 19 grudnia zadebiutował także w Pucharze Świata, kiedy to podczas rozgrywanych w Alta Badia zawodów sezonu 2011/2012 nie ukończył pierwszego przejazdu slalomu. Dwa lata później, na mistrzostwach świata w Schladming nie ukończył pierwszego przejazdu slalomu giganta oraz pierwszego przejazdu kwalifikacji slalomu.
W 2014 roku wziął udział w igrzyskach olimpijskich w Soczi, na których nie ukończył pierwszego przejazdu slalomu giganta i drugiego przejazdu slalomu. Rok później wystartował na mistrzostwach świata w Vail/Beaver Creek na których nie ukończył finałowego przejazdu slalomu oraz pierwszego przejazdu kwalifikacji slalomu giganta. Na rozgrywanych w 2017 roku mistrzostwach świata w Sankt Moritz nie ukończył pierwszego przejazdu slalomu, ponadto zajął 9. miejsce w zawodach drużynowych i 38. w slalomie gigancie.
W 2018 roku wystąpił na igrzyskach olimpijskich w Pjongczangu, na których pełnił rolę chorążego reprezentacji Argentyny podczas ceremonii otwarcia. Startował na nich tylko w jednej konkurencji, slalomie gigancie, którego nie ukończył w pierwszym przejeździe. Rok później pojawił się na mistrzostwach świata w Åre, na których zajął 9. miejsce w rywalizacji drużynowej i 64. w slalomie gigancie, nie kwalifikując się do finałowych zawodów, ponadto nie ukończył pierwszego przejazdu slalomu.

## Osiągnięcia

### Igrzyska olimpijskie
| Miejsce | Dzień     | Rok  | Miejscowość | Konkurencja   | Czas biegu | Strata | Zwycięzca       |
| ------- | --------- | ---- | ----------- | ------------- | ---------- | ------ | --------------- |
| DNF1    | 19 lutego | 2014 | Soczi       | Slalom gigant | –          | –      | Ted Ligety      |
| DNF2    | 22 lutego | 2014 | Soczi       | Slalom        | –          | –      | Mario Matt      |
| DNF1    | 18 lutego | 2018 | Pjongczang  | Slalom gigant | –          | –      | Marcel Hirscher |

### Mistrzostwa świata
| Miejsce | Dzień     | Rok  | Miejscowość            | Konkurencja      | Czas biegu      | Strata | Zwycięzca            |
| ------- | --------- | ---- | ---------------------- | ---------------- | --------------- | ------ | -------------------- |
| DNF1    | 18 lutego | 2011 | Garmisch-Partenkirchen | Slalom gigant    | –               | –      | Ted Ligety           |
| DNF1    | 20 lutego | 2011 | Garmisch-Partenkirchen | Slalom           | –               | –      | Jean-Baptiste Grange |
| DNF1    | 15 lutego | 2013 | Schladming             | Slalom gigant    | –               | –      | Ted Ligety           |
| BDNF1   | 17 lutego | 2013 | Schladming             | Slalom           | –               | –      | Marcel Hirscher      |
| BDNF1   | 13 lutego | 2015 | Vail/Beaver Creek      | Slalom gigant    | –               | –      | Ted Ligety           |
| DNF2    | 15 lutego | 2015 | Vail/Beaver Creek      | Slalom           | –               | –      | Jean-Baptiste Grange |
| 9.      | 14 lutego | 2017 | Sankt Moritz           | Zawody drużynowe | –               | –      | Francja              |
| 38.     | 17 lutego | 2017 | Sankt Moritz           | Slalom gigant    | 2:20,46         | +7,15  | Marcel Hirscher      |
| DNF1    | 19 lutego | 2017 | Sankt Moritz           | Slalom           | –               | –      | Marcel Hirscher      |
| 9.      | 12 lutego | 2019 | Åre                    | Zawody drużynowe | –               | –      | Szwajcaria           |
| 64.     | 15 lutego | 2019 | Åre                    | Slalom gigant    | 1:07,63/1:08,38 | –      | Henrik Kristoffersen |
| DNF1    | 17 lutego | 2019 | Åre                    | Slalom           | –               | –      | Marcel Hirscher      |

### Mistrzostwa świata juniorów
| Miejsce | Dzień       | Rok  | Miejscowość   | Konkurencja   | Czas biegu | Strata | Zwycięzca         |
| ------- | ----------- | ---- | ------------- | ------------- | ---------- | ------ | ----------------- |
| DNF2    | 31 stycznia | 2010 | Les Houches   | Slalom gigant | –          | –      | Mathieu Faivre    |
| DNF2    | 2 lutego    | 2010 | Les Planards  | Slalom        | –          | –      | Reto Schmidiger   |
| 46.     | 30 stycznia | 2011 | Crans-Montana | Slalom gigant | 2:31,04    | +11,42 | Alexis Pinturault |
| DNF1    | 31 stycznia | 2011 | Crans-Montana | Slalom        | –          | –      | Reto Schmidiger   |